# Nadji Jeter
Nadji Anthony Jeter (n. 18 octombrie 1996, Atlanta, Georgia) este un actor american.

## Biografie
Jeter s-a născut pe 18 octombrie 1996 în Atlanta, Georgia. De la o vârstă fragedă, părinții lui Jeter au observat că acesta poseda talente speciale pentru dans și actorie. În 2007, Jeter și familia sa s-au mutat în Los Angeles, California, pentru a-i permite să-și continue cariera de actor.

## Filmografie

### Film
- 2006 : Dirty Laundry
- 2006 : Beats Style and Flavor
- 2008 : Lower Learning
- 2009 : Opposite Day
- 2010 : Grown Ups
- 2013 : Grown Ups 2
- 2016 : Al 5lea val
- 2016 : Dance Camp
- 2017 : Minunea
- 2017 : Bobbi Kristina
- 2021 : The Runner

### Televiziune
- 2007 : Anatomia lui Grey
- 2008 : Toată lumea îl urăște pe Chris
- 2009 : The Forgotten
- 2011 : Reed Between the Lines
- 2013 : Castle
- 2015 : Jessie
- 2015 : Last Man Standing
- 2017–2020 : Marvel Omul Păianjen